# Tinkoff
Tinkoff (UCI Team Code: TNK) er et tidligere professionelt russisk cykelhold ejet af Tinkoff Sport. Idéen til holdet fremkom i 1996, og dets første sæson var 1998. Holdet blev finansieret af sponsorindtægter, og dets resultater fik på få år placeret det blandt verdens elitehold i cykling. Det kvalificerede sig allerede til deltagelse i Tour de France 2000.
Holdets ryttere opnåede gode placeringer, både i endagsløbene tidligt i sæsonen og i de store etapeløb, hvor det blandt andet er blevet til samlet sejr i Tour de France 2008 ved Carlos Sastre og Italien rundt (2006) ved Ivan Basso.
Blandt toprytterne på Team Saxo Bank gennem tiden er bl.a. Laurent Jalabert, Tyler Hamilton, Carlos Sastre, Ivan Basso, Fabian Cancellara, Andy Schleck, Peter Sagan og Alberto Contador, men et element i holdets filosofi er, at selv kaptajnerne kan være hjælperyttere, hvilket måske forklarer, at holdet også klarer sig godt i holdkonkurrencer. Holdet har således domineret UCI's ProTour-holdkonkurrence siden dennes oprettelse i 2005.

## Historie

### Grundlæggelsen
Ideen til holdet opstod tilfældigt ved en sammenkomst i efteråret 1996 på Hotel Eyde i Herning, arrangeret af Herning Cykle Klub (HCK) i anledning af Bjarne Riis' triumf i sommerens Tour de France. Blandt deltagerne i sammenkomsten var foruden HCK’s formand Torben Kølbæk og Bjarne Riis bl.a. den tidligere verdensmester Alex Pedersen og Brian Holm, der kørte hos Telekom, samt direktør Finn Poulsen fra Bestseller A/S.
I løftet stemning diskuteredes helt uformelt muligheden for et dansk, professionelt cykelhold, og inden sammenkomsten var slut, var der udformet en ”kontrakt” på en serviet med ordlyden: "Jeg kører for HCK, inden jeg forpligter mig til andre ting, og som honorar skal jeg have en Jack & Jones-skindjakke". ”Kontrakten” blev underskrevet af Torben Kølbæk, der skulle fungere som direktør, Alex Pedersen, der skulle fungere som sportsdirektør, Finn Poulsen, der skulle levere sponsoratet fra Jack & Jones, og Brian Holm, der skulle fungere som holdkaptajn.
På grundlag af denne løse skitse arbejdedes der videre med ideen, og den 24. april 1997 skrev Jyllands-Posten om stiftelsen af selskabet Professional Cycling Denmark A/S, der skulle drive cykelholdet. Efter offentliggørelsen blev det nødvendige økonomiske fundament lagt, blandt andet med sponsorater fra Post Danmark og ejendomsmæglerkæden Home. Undervejs var holdets budget steget fra 1-2 mio. kr. til omkring 8 mio. kr.
Den 16. januar 1998 fejredes den officielle oprettelse af cykelholdet, der fik navnet Team Home Jack & Jones, ved en festmiddag for 700 gæster. Foruden Brian Holm bestod holdet af bl.a. Jesper Skibby, der skiftede fra TVM, og Christian Andersen.
Holdets gode økonomi betød, at det blev placeret direkte i 2. division, hvorfra det ved hjælp af gode forbindelser allerede i første sæson fik adgang til en del større løb.

### De første op- og nedture

#### Sæsonen 1998 – Team Home Jack & Jones
Team Home Jack & Jones havde haft megen fremgang i medierne efter starten som professionelt dansk cykelhold, men allerede i april opstod der uoverensstemmelser mellem holdets ledelse og kaptajnen Brian Holm, der som følge heraf blev sendt hjem fra Amstel Gold Race. Kort efter afbrød Brian Holm samarbejdet med Team Home Jack & Jones under stor opmærksomhed fra pressen.
Sæsonen bød dog også på den første sejr, idet Christian Andersen vandt anden etape af forårsløbet Étoile de Bessèges. Det er ikke et stort og traditionsrigt løb, men alle sejre var et skridt fremad for det lille, nystartede hold. Sejren betød omtale på DR og TV 2, og de mindre betydningsfulde ryttere på holdet fik vist, at andre end Jesper Skibby og Brian Holm kunne levere resultater.
Jesper Skibby skulle overtage rollen som kaptajn, men under årets cykelløb Danmark Rundt nægtede han, syg og svækket, at gå op på podiet og modtage løbets bjergtrøje, og han forlod senere løbet. Han vendte dog tilbage til holdet i september. Ledelsen forsøgte på dette tidspunkt at få Bjarne Riis på kontrakt som rytter.
Mediemæssigt blev Team Home Jack & Jones ramt af dopingafsløringerne under Tour de France 1998, hvor først Festina-holdet og senere TVM-holdet, hvorfra Jesper Skibby var kommet, måtte erkende systematisk misbrug af EPO. Torben Kølbæk og Alex Petersen havde desuden et tæt forhold til TVM’s hollandske sportsdirektør Cees Priem, der viste sig, at være delagtig i doping-misbruget.
Trods de interne problemer opnåede holdet ni sejre i sæsonen 1998, og sponsorerne gik med til, at holdet kunne udvides til 14 ryttere.

#### Sæsonen 1999 – Team Home Jack & Jones
Ved sæsonens start præsenterede holdet nye ryttere: belgieren Marc Streel, der havde vundet Danmark Rundt 1998, og tempospecialisten Nicolaj Bo Larsen. Holdet havde taget et stort skridt fremad i ambitionerne om at kunne deltage i Tour de France året efter, og flotte resultater i første halvdel af sæsonen betød endda, at holdet allerede var tæt på at kvalificere sig til deltagelse i Tour de France 1999.
Desværre kom også dopingproblemet helt tæt på: I enkeltstartsløbet Grand Prix des Nations blev det umiddelbart før løbet konstateret, at Marc Streels hæmatokrit-værdi var 53,4, hvor grænsen er på 50. Belgieren blev forment adgang til løbet  og afskediget fra holdet. Han opgav senere en påtænkt sag mod holdet for at få erstatning for tabt arbejdsfortjeneste.
Sagen medførte, at Home efterfølgende valgte at trække sig fra samarbejdet med holdet, hvis økonomiske grundlag dermed var truet, også fordi man midt i sæsonen havde skrevet kontrakt med Tristan Hoffmann, der var den dyreste rytter, holdet havde haft, og som skulle tiltræde året efter. Ledelsen fik dog redet stormen af ved at indgå en ny sponsorkontrakt med memory card-producenten Memory Card Technologies  og Bestseller A/S, der ejer Jack & Jones, der efter planen skulle være udtrådt, bestemte sig for at forlænge sponsoratet med et år, da man havde en slags faderskabsfølelse for det hold, man havde været med til at starte.
Holdet, der havde gjort det godt sæsonen igennem, lå i slutningen af sæsonen på en samlet andenplads i 2. division med 2.546 point. Men det førende hold, Ballan Alessio, der havde 2.724 point, havde erklæret ferie, og Team Home Jack & Jones, der var opsat på at tage førstepladsen, og øjnede en lille chance: det australske etapeløb Vic Health Herald Sun Tour. Rytterne var næsten slidt op, men løbet skulle vise sig at blive en massiv succes: Nicolaj Bo Larsen vandt anden etape, Christian Andersen niende, Bo Larsen igen 10., og Michael Blaudzun vandt enkeltstarten på 13. etape samt den samlede sejr.
Satsningen viste sig at bære frugt: På UCI's næste verdensrangliste var holdet på førstepladsen i 2. division med 2.756 point, og dermed var oprykningen til 1. division en realitet.

### Drømmen går i opfyldelse

#### Sæsonen 2000 – Team Memory Card Jack & Jones
Med Homes udtræden og Memory Cards indtræden ændredes navnet før 2000-sæsonen til Memory Card Jack & Jones. Blandt de nytilkomne ryttere på holdet var som nævnt Tristan Hoffmann, med hvem man havde indgået kontrakt i forudgående sæson.
Holdet kvalificerede sig til Tour de France 2000 og indfriede dermed målsætningen fra holdets start, men det blev langtfra den succesoplevelse, man havde regnet med. Rytterne havde kæmpet hårdt for at komme med, og det kom til at påvirke deres indsats i negativ retning.
Holdet havde derfor ikke de store forventninger, men man håbede på at komme med i et udbrud eller to for sponsorernes skyld – måske endda at opnå en etapesejr. Det lykkedes ikke, og det var et lidt demoraliseret hold bestående af seks ryttere, som kæmpede sig over målstregen i Paris. Ved den efterfølgende festbanket oplyste Alex Pedersen, at han ikke længere ønskede at være med omkring holdet, da han følte at hans arbejdspres var blevet for stort.
Memory Card Technologies viste sig ikke at være en perfekt sponsor, idet firmaet løb ind i økonomiske vanskeligheder, og holdet modtog kun lige under halvdelen af det lovede sponsorbeløb, Efter sæsonen valgte Memory Card Technologies derfor at trække sig ud af cykelsporten igen.

### Riis kommer til
I slutningen af året overtog Bjarne Riis holdet, og det lykkedes ham at sikre sig to nye hovedsponsorer, it-firmaet CSC og telefoni-selskabet WorldOnline, der kort efter fusionerede med Tiscali og derfor skiftede navn.

#### Sæsonen 2001 – Team CSC Tiscali
Igen i 2001 var Team CSC World Online ikke automatisk udtaget til Tour de France, og da man ikke havde præsteret noget specielt i løbet af foråret, måtte man sætte sin lid til, at holdets nyindkøbte stjerne, Laurent Jalabert, var en stor nok faktor til, at holdet kunne få billetten i starten af maj. Men selve udtagelsen var ikke det eneste problem; selve tøjet voldte også problemer. For selvom man skulle tro det modsatte med de mange navneskift i moderne cykelsport, så er det et stort arbejde, der ligger bag – og i CSC World Onlines tilfælde var det tøjet, der kom i vejen. World Online var fusioneret med italienske Tiscali, og dermed var deres navn også ændret. Dette skete med omkring en måneds tid til Tour de France, og så skulle der arbejdes hurtigt for at få tøjet klar. Holdets hidtidige tøjsponsor, Assos, kunne ikke levere hurtigt nok, og derfor skiftede man til den noget dårligere kvalitet fra Nalini.
Det var dog ikke kun på den økonomiske side, med de to nye, stærke sponsorer, det danske cykelhold blev forstærket frem til den nye sæson. Laurent Jalabert havde kørt ni sæsoner på spanske ONCE, men da han fik tilbuddet om at komme til det lille danske hold, sagde han ja, og trak samtidig en del andre forstærkninger med sig, bl.a. sin lillebror Nicolas Jalabert. Den franske stjernerytter faldt hurtigt til på holdet, og da det lykkedes Team CSC Tiscali at komme med til Tour de France igen i 2001 slog Jalabert til, vandt to etaper – den ene endda på den franske nationaldag Bastilledagen – og samlede så mange bjergpoint, at han kunne køre ind i Paris iført den prikkede bjergtrøje.

#### Sæsonen 2002 – Team CSC Tiscali
I de sidste dage af Tour de France 2001 kunne Bjarne Riis fortælle, at holdet havde sikret sig Tyler Hamilton, der ville støde til holdet fra næste sæson. Tyler havde i mange år kørt som hjælperytter for Lance Armstrong og denne stod i vejen for hans drømme om at blive kaptajn for US Postal-holdet. Johnny Weltz, der havde været sportsdirektør på US Postal-holdet under Lance Armstrongs sygdom, kunne derfor hente rytteren til CSC Tiscali.
Hamilton lagde ud med, sammen med Michael Rasmussen, der var blevet hentet til holdet i efteråret 2001, at køre Giro d'Italia 2002 for CSC Tiscali. Til trods for, at han styrtede 2 gange – på prologen, der var blevet lagt i Holland, og på 5. etape – sluttede han løbet på en samlet 2. plads, kun overgået af Paolo Savoldelli. Efter løbet kom det frem, at Hamilton havde kørt rundt med en brækket skulder.
Næste udfordring for Riis, Hamilton og resten af CSC Tiscali-holdet var Tour de France 2002. Riis var opsat på at vise omverdenen, at han havde hentet en rytter til holdet, der både kunne køre Giroen og Touren – og gøre det overbevisende godt. Desuden havde CSC Tiscali stadig den franske verdensstjerne Laurent Jalabert på holdet – men det var Hamilton, der var kaptajnen. Men dette år skulle Riis' drømme vise sig ikke at blive virkelighed: Hamilton kunne ikke følge med på nøgleetapen, der gik til toppen af Les Deux Alpes, og faldt langt tilbage i den samlede stilling. På toppen kritiserede Riis i stærke vendinger US Postal for at havde ødelagt Hamilton, der var blevet gjort til en hjælperytter, der bare skulle trække Lance Armstrong, og som derfor var blevet frataget sin evne til at lave de eksplosive ryk, der kræves for at vinde en Tour de France-etape.
Hamilton selv udtalte, at Riis sikkert havde ret i, at han var blevet omskolet til det værre hos US Postal, men at han nok skulle vise den klasse, der havde bragt ham til CSC Tiscali. Han havde kun været på det nye træningsprogram, han havde fået skræddersyet af en af holdets tilknyttede, Luigi Cecchini, siden foråret. Derfor regnede han med, at han først næste år ville være den kaptajn, Bjarne Riis havde udset ham til at blive.
Tour de France 2002 var dog ikke en udelt skuffelse, idet Jalabert i sit sidste Tour de France sikrede sig den prikkede bjergtrøje for andet år i træk. Sæsonen 2002 markerede afslutningen på hans karriere og den blev også sidste med navnet CSC Tiscali, idet Tiscali trak sig ud. Fra nu af ville holdet køre under navnet Team CSC.

#### Sæsonen 2003 – Team CSC
Året efter, i 2003 vandt den lille amerikaner Liege-Bastogne-Liege, og stod bag et overbevisende solo-ridt i Tour de France, trods et brækket kraveben. Tour de France blev alt i alt særdeles god for Team CSC, der fik tre ryttere i top-20, tre etapesejre samt samlet sejr i holdkonkurrence. 2003 blev dog samtidig sidste år med Tyler Hamilton på holdet, idet han skiftede til schweiziske Phonak.

#### Sæsonen 2004 – Team CSC
Tabet af Tyler Hamilton blev dog hurtigt glemt, da holdet havde sikret sig det italienske stortalent Ivan Basso, der hidtil havde kørt som evighedstalent hos Fassa Bortolo. I sæsonen 2004 dominerede Team CSC forårsklassikkerne, og holdets nye kaptajn blev samtidig samlet 3’er i Tour de France.

### Verdens bedste cykelhold

#### Sæsonen 2005 – Team CSC
2005 blev endnu en stor sæson for holdet, der fortsatte med at dominerede foråret og blev samlet vinder af holdkonkurrencen i den nye ProTour. Samme sæson rykkede Ivan Basso et trin op på podiet, og blev samlet nummer 2 i Tour de France. Alt i alt vandt Team CSC 54 sejre i 2005, som blev deres rekordår.

#### Sæsonen 2006 – Team CSC
2006 blev endnu engang et godt år for Team CSC. De vandt bl.a. Paris-Roubaix (Fabian Cancellara) og Giro d'Italia (Ivan Basso). Men Dagen før Tour de France skulle skydes i gang blev Ivan Basso suspenderet fordi hans navn optrådte i den spanske dopingsag Operacion Puerto. Derfor blev Team CSC's nye kaptajn Carlos Sastre. Han klarede kaptajnrollen godt og sluttede samlet nummer 4. (er senere rykket op på en 3. plads, da Floyd Landis fik frataget sejren pga. doping) Team CSC fik desuden 2 etapesejre i Touren (Fränk Schleck og Jens Voigt). I Post Danmark Rundt dominerede Team CSC igen løbet fuldstændig, hvor stjernerytteren Fabian Cancellara tog 2 etapesejre undervejs og vandt løbet samlet. Alt i alt vandt Team CSC 51 sejre i 2006. Og vandt desuden, for andet år i træk, ProTour'rens holdkonkurrence.

#### Sæsonen 2007 – Team CSC
Tour de France blev i 2007 præget af Alberto Contador, Cadel Evans og Levi Leipheimer, der endte i nævnte rækkefølge på podiet men kun 31 sekunders afstand. CSC's kaptajn Carlos Sastre endte som "den bedste af resten" på fjerdepladsen 7,08" efter den gule trøje.
CSC havde dog selv den gule trøje i starten af løbet, idet temporytteren Fabian Cancellara vandt prologen i London og lå på løbets førsteplads helt indtil de første alvorlige bjerge på 7. etape. Også tyske Jens Voigt markerede sig med flere gode udbrud uden at der dog kom en etapesejr ud af bestræbelserne.

#### Sæsonen 2008 – Team CSC
13. marts meddeler CSC, at de trækker sig som hovedsponsor for cykelholdet efter denne sæson. Virksomheden lover efterfølgende, at den vil hjælpe Bjarne Riis med at finde en ny hovedsponsor. 10. juni meddeler Saxo Bank at de vil sponsorere holdet 3 år frem som ny hovedsponsor. Team CSC skifter efterfølgende navn fra Team CSC til Team CSC-Saxo Bank.
Team CSC har i foråret haft en imponerende sæson med flotte placeringer og sejre i de kendte klassiker løb.
Drømmen om at vinde Tour De France blev endelig til virkelighed i 2008. Team CSC Saxo Bank kom til touren med tre mulige kaptajner: Fränk og Andy Schleck samt Carlos Sastre, men holdet havde udmeldt, at de ville køre for Carlos Sastre. Fränk Schleck blev dog den første af de tre til at komme i gult, men mistede trøjen igen.
På 17. etape til l'Alpe d'Huez kørte Carlos Sastre solo og vandt etapen på det legendariske bjerg, og han kom samtidig i den gule trøje med et forspring på 1'34" ned til Cadel Evans.
På den afgørende enkeltstart tabte Carlos kun 29 sekunder, hvilket holdt hans nærmeste rivaler væk. Sastre havde dermed vundet Tour de France 2008!
CSC Saxo Bank vandt også holdkonkurrencen og den hvide ungdomstrøje med Andy Schleck.
Under linjeløbet ved VM, fortalte holdejer, Bjarne Riis, til et pressemøde, at man havde fundet endnu en sponsor til holdet næste år, nemlig det danske firma IT Factory. Holdets navn skulle så fra år 2009 være Team Saxo Bank – IT Factory.

#### Sæsonen 2009 – Team Saxo Bank
Fra starten af 2009 blev Saxo Bank og IT-Factorys samarbejde dog stoppet da IT-Factorys ejer og direktør, Stein Bagger viste sig at være en bedrager og havde svindlet for op imod én milliard danske kroner.
I 2009 blev det til i alt 10 sejre:
- Fabian Cancellara tog prologen i Tour of California.
- Juan José Haedo Vandt GP Cholet.
- Jens Voigt vandt Criterium International for 5. gang, Og for 3. gang i træk.
- Men Team Saxo Banks største sejr kom da det efter to 2. pladser til holdet i henholdsvis, Amstel Gold Race og Flèche Wallone. Andy Schleck vandt med fantastisk solo-kørsel på de sidste 20 kilometer Liège-Bastogne-Liège.
- Fabian Cancellara vandt endnu en prolog – denne gang under Tour de France 2009
- Nicki Sørensen vandt 12. etape af Tour De France 2009, efter et flot soloudbrud.
- Fränk Schleck vandt 17. etape af Tour De France 2009 – Lillebror Andy Schleck blev nummer 3 på etapen.
- Andy Schleck vandt den Hvide ungdomstrøje under Tour de France 2009 – han blev samlet nummer 2.
- Matti Breschel vandt 1. etape af Post Danmark Rundt 2009
- Nicki Sørensen vandt 2. etape af Post Danmark Rundt 2009
- Jakob Fuglsang vandt 3. etape af Post Danmark Rundt 2009
- Jakob Fuglsang vandt samlet Post Danmark Rundt 2009, så derfor forsvarede han sin titel. Og det er første gang rytter vinder Post Danmark Rundt 2 gange i træk.

#### Nye ryttere – Afgange
| Nye ryttere     | Team 2008           | Afgange          | Team 2009        |
| --------------- | ------------------- | ---------------- | ---------------- |
| Jonathan Bellis | Amatør              | Michael Blaudzun | Pension          |
| Jakob Fuglsang  | Team Designa Køkken | Iñigo Cuesta     | Cervélo TestTeam |
| Frank Høj       | Cofidis             | Volodymir Gustov | Cervélo TestTeam |
| Dominic Klemme  | Team 3C-Gruppe      | Bobby Julich     | Pension          |
| Michael Mørkøv  | Team GLS Pakke Shop | Bradley McGee    | Pension          |
| Alex Rasmussen  | Team Designa Køkken | Carlos Sastre    | Cervélo TestTeam |

### 2011 Team Saxo Bank-Sungard
3. august 2010 annoncerede Bjarne Riis at Saxo Bank forbliver som sponsor og suppleres med Sungard fra USA. Dermed går holdet under navnet Team Saxo Bank-Sungard fra 2011. Samtidig præsenterede han Alberto Contador som ny rytter fra 2011 og to år frem. Senere blev Contadors tre hjælperyttere Benjamin Noval, Jesus Hernandez og Daniel Navarro også hentet, mens man mistede navne som Matti Breschel, Jens Voigt, Schleck brødrene, Jakob Fuglsang, Anders Lund, Stuart O'Grady og Fabian Cancellara.
| Nye ryttere      | Team 2010                       | Afgange           | Team 2011         |
| ---------------- | ------------------------------- | ----------------- | ----------------- |
| Alberto Contador | Astana                          | Matti Breschel    | Rabobank          |
| Jesús Hernández  | Astana                          | Jakob Fuglsang    | Team Leopard-Trek |
| Daniel Navarro   | Astana                          | Fabian Cancellara | Team Leopard-Trek |
| Benjamin Noval   | Astana                          | Anders Lund       | Team Leopard-Trek |
| Brian Vandborg   | Liquigas                        | Andy Schleck      | Team Leopard-Trek |
| Matteo Tosatto   | Quickstep                       | Stuart O'Grady    | Team Leopard-Trek |
| David Tanner     | Fly V Australia                 | Fränk Schleck     | Team Leopard-Trek |
| Nick Nuyens      | Rabobank                        |                   |                   |
| Mads Christensen | Glud & Marstrand-LRØ Rådgivning | Alex Rasmussen    | Team HTC-Columbia |
| Manuele Boaro    | Trevigiana Dynamon Bottoli      | Jens Voigt        | Team Leopard-Trek |
| Volodimir Gustov | Cervélo TestTeam                | Dominic Klemme    | Team Leopard-Trek |

### 2012: Team Saxo Bank og Team Saxo Bank-Tinkoff Bank
Sæsonen 2012 bød på en karantæne til holdets stjerne Alberto Contador. Dernæst var holdet frem til årets Tour de France dårligst hold på World Tour'ren.[kilde mangler]
Den 25. juni 2012 offentliggjorde Bjarne Riis at den russiske bank Tinkoff Bank gik ind med et hovedsponsorat i holdet, hvilket betød at holdet ville ændre navn til Team Saxo Bank-Tinkoff Bank med effekt fra dags dato. Aftalen indebar også at Saxo Bank forlængede sin aftale med holdet, så den også gjaldt 2013.
Ryttere på holdet i 2012:
- Manuele Boaro
- Jonathan Cantwell
- Mads Christensen
- Alberto Contador
- Volodymir Gustov
- Lucas Sebastian Haedo
- Juan José Haedo
- Jesús Hernández
- Christopher Juul Jensen
- Karsten Kroon
- Kasper Klostergaard
- Anders Lund
- Rafal Majka
- Ran Margaliot
- Jaroslaw Marycz
- Takashi Miyazawa
- Michael Mørkøv
- Daniel Navarro Garcia
- Benjamin Noval
- Nick Nuyens
- Sérgio Paulinho
- Bruno Pires
- Luke Roberts
- Nicki Sørensen
- Chris Anker Sørensen
- David Tanner
- Matteo Tosatto
- Jonas Aaen
- Troels Vinther

### Ryttere på Team Saxo-Tinkoff i 2013
| Navn                    | Land       | Ryttertype                         | Fødselsdato        |
| ----------------------- | ---------- | ---------------------------------- | ------------------ |
| Alberto Contador        | Spanien    | Bjerg / Enkeltstart                | 6. december 1982   |
| Roman Kreuziger         | Tjekkiet   | Bjerg / Enkeltstart                | 6. maj 1986        |
| Nicolas Roche           | Irland     | Bjerg                              | 3. juli 1984       |
| Oliver Zaugg            | Schweiz    | Bjerg                              | 9. maj 1981        |
| Chris Anker Sørensen    | Danmark    | Bjerg                              | 5. september 1984  |
| Rafal Majka             | Polen      | Bjerg                              | 26. september 1989 |
| Jesús Hernández         | Spanien    | Bjerg                              | 28. september 1981 |
| Benjamín Noval          | Spanien    | Bjerg                              | 23. januar 1979    |
| Matteo Tosatto          | Italien    | Bjerg                              | 14. maj 1974       |
| Sérgio Paulinho         | Portugal   | Bjerg                              | 26. marts 1980     |
| Bruno Pires             | Portugal   | Bjerg                              | 15. maj 1981       |
| Nicki Sørensen          | Danmark    | Bjerg                              | 14. maj 1975       |
| Timothy Duggan          | USA        | Bjerg                              | 14. november 1982  |
| Michael Mørkøv          | Danmark    | Enkeltstart                        | 30. april 1985     |
| Manuele Boaro           | Italien    | Enkeltstart                        | 12. marts 1987     |
| Jonathan Cantwell       | Australien | Sprint                             | 8. januar 1982     |
| Takashi Miyazawa        | Japan      | Sprint                             | 27. februar 1978   |
| Matti Breschel          | Danmark    | Sprint / Klassiker (cykelløb)      | 31. august 1984    |
| Daniele Bennati         | Italien    | Sprint / Klassiker (cykelløb)      | 24. september 1980 |
| Jonas Aaen Jørgensen    | Danmark    | Sprint / Klassiker (cykelløb)      | 20. april 1986     |
| Christopher Juul-Jensen | Danmark    | Sprint / Klassiker (cykelløb)      | 6. juli 1989       |
| Marko Kump              | Slovenien  | Sprint / Klassiker (cykelløb)      | 9. september 1988  |
| Michael Rogers          | Australien | Klassiker (cykelløb) / Enkeltstart | 20. december 1979  |
| Karsten Kroon           | Holland    | Klassiker (cykelløb)               | 29. januar 1976    |
| Mads Christensen        | Danmark    | Klassiker (cykelløb)               | 6. april 1984      |
| Evgenij Petrov          | Rusland    | Klassiker (cykelløb)               | 25. maj 1978       |
| Rory Sutherland         | Australien | Klassiker (cykelløb)               | 8. februar 1982    |
| Jay McCarthy            | Australien | Klassiker (cykelløb)               | 8. september 1992  |
| Anders Lund             | Danmark    | Klassiker (cykelløb)               | 14. februar 1985   |

### 2015
|                         | Rytter                  | Fødselsdag                       |
| ----------------------- | ----------------------- | -------------------------------- |
| Ivan Basso              | Ivan Basso              | 26. november 1977 (alder 37 år)  |
| Edward Beltrán          | Edward Beltrán          | 18. januar 1990 (alder 24 år)    |
| Daniele Bennati         | Daniele Bennati         | 24. september 1980 (alder 34 år) |
| Manuele Boaro           | Manuele Boaro           | 3. december 1987 (alder 27 år)   |
| Maciej Bodnar           | Maciej Bodnar           | 7. marts 1985 (alder 29 år)      |
| Matti Breschel          | Matti Breschel          | 31. august 1984 (alder 30 år)    |
| Pavel Brutt             | Pavel Brutt             | 29. januar 1982 (alder 32 år)    |
| Alberto Contador        | Alberto Contador        | 6. december 1982 (alder 32 år)   |
| Jesper Hansen           | Jesper Hansen           | 4. maj 1991 (alder 23 år)        |
| Jesús Hernández         | Jesús Hernández         | 28. september 1981 (alder 33 år) |
| Christopher Juul-Jensen | Christopher Juul-Jensen | 6. juli 1989 (alder 25 år)       |
| Robert Kišerlovski      | Robert Kišerlovski      | 9. august 1986 (alder 28 år)     |
| Michael Kolář           | Michael Kolář           | 21. december 1992 (alder 22 år)  |
| Roman Kreuziger         | Roman Kreuziger         | 6. maj 1986 (alder 28 år)        |
| Rafał Majka             | Rafał Majka             | 12. september 1989 (alder 25 år) |

|                      | Rytter               | Fødselsdag                       |
| -------------------- | -------------------- | -------------------------------- |
| Jay McCarthy         | Jay McCarthy         | 8. september 1992 (alder 22 år)  |
| Michael Mørkøv       | Michael Mørkøv       | 30. april 1985 (alder 29 år)     |
| Sérgio Paulinho      | Sérgio Paulinho      | 26. marts 1980 (alder 34 år)     |
| Evgeni Petrov        | Evgeni Petrov        | 25. maj 1978 (alder 36 år)       |
| Bruno Pires          | Bruno Pires          | 15. maj 1981 (alder 33 år)       |
| Paweł Poljański      | Paweł Poljański      | 6. maj 1990 (alder 24 år)        |
| Michael Rogers       | Michael Rogers       | 20. december 1979 (alder 35 år)  |
| Ivan Rovny           | Ivan Rovny           | 30. september 1987 (alder 27 år) |
| Juraj Sagan          | Juraj Sagan          | 23. december 1988 (alder 26 år)  |
| Peter Sagan          | Peter Sagan          | 26. januar 1990 (alder 24 år)    |
| Chris Anker Sørensen | Chris Anker Sørensen | 5. september 1984 (alder 30 år)  |
| Matteo Tosatto       | Matteo Tosatto       | 14. maj 1974 (alder 40 år)       |
| Nikolay Trusov       | Nikolay Trusov       | 2. juli 1985 (alder 29 år)       |
| Michael Valgren      | Michael Valgren      | 7. februar 1992 (alder 22 år)    |
| Oliver Zaugg         | Oliver Zaugg         | 9. maj 1981 (alder 33 år)        |

### 2016
| Trup 2016                                                 | Trup 2016          | Trup 2016                          | Trup 2016 |
| Rytter                                                    | Fødselsdag         | Seneste hold                       |           |
| --------------------------------------------------------- | ------------------ | ---------------------------------- | --------- |
| Erik Baška                                                | 12. januar 1994    | AWT-Greenway (2015)                |           |
| Daniele Bennati                                           | 24. september 1980 | RadioShack-Nissan (2012)           |           |
| Adam Blythe                                               | 1. oktober 1989    | Orica-GreenEDGE (2015)             |           |
| Manuele Boaro                                             | 12. marts 1987     | Trevigiani Dynamon Bottoli (2010)  |           |
| Maciej Bodnar                                             | 7. marts 1985      | Cannondale (2014)                  |           |
| Pavel Brutt                                               | 29. januar 1982    | Katusha (2014)                     |           |
| Alberto Contador                                          | 6. december 1982   | Astana (2010)                      |           |
| Oscar Gatto                                               | 1. januar 1985     | Androni Giocattoli-Sidermec (2015) |           |
| Michael Gogl                                              | 4. november 1993   | Tirol Cycling Team (2015)          |           |
| Jesper Hansen                                             | 23. oktober 1990   | Cult Energy (2013)                 |           |
| Jesús Hernández                                           | 28. september 1981 | Astana (2010)                      |           |
| Robert Kišerlovski                                        | 9. august 1986     | Trek Factory Racing (2014)         |           |
| Michael Kolář                                             | 21. december 1992  | Dukla Trenčín Trek (2013)          |           |
| Roman Kreuziger                                           | 6. maj 1986        | Astana (2012)                      |           |
| Rafał Majka                                               | 12. september 1989 | Trevigiani Dynamon Bottoli (2011)  |           |
| Jay McCarthy                                              | 8. september 1992  | Jayco-AIS (2012)                   |           |
| Sérgio Paulinho                                           | 26. marts 1980     | Team RadioShack (2011)             |           |
| Jevgenij Petrov                                           | 25. maj 1978       | Astana (2012)                      |           |
| Paweł Poljański                                           | 6. maj 1990        |                                    |           |
| Michael Rogers (1. jan.–25. apr., note)                   | 20. december 1979  | Team Sky (2012)                    |           |
| Ivan Rovnyj                                               | 30. september 1987 | Ceramica Flaminia-Fondriest (2013) |           |
| Juraj Sagan                                               | 23. december 1988  | Cannondale (2014)                  |           |
| Peter Sagan                                               | 26. januar 1990    | Cannondale (2014)                  |           |
| Matteo Tosatto                                            | 14. maj 1974       | Quick Step (2010)                  |           |
| Jurij Trofimov                                            | 26. januar 1984    | Katusha (2015)                     |           |
| Nikolaj Trusov                                            | 2. juli 1985       | De Rijke-Shanks (2013)             |           |
| Michael Valgren                                           | 7. februar 1992    | Cult Energy (2013)                 |           |
| Davide Ballerini (1. aug.–31. dec., stagiaire)            | 21. september 1994 | Unieuro Wilier (2015)              |           |
| Lorenzo Fortunato (1. aug.–31. dec., stagiaire)           | 9. maj 1996        |                                    |           |
| Andrea Montagnoli (1. aug.–31. dec., stagiaire)           | 27. juli 1995      |                                    |           |
|                                                           |                    |                                    |           |
| Kilder: ProCyclingStats Cycling Quotient Cycling Archives |                    |                                    |           |

note: Michael Rogers, karrierestop

## Udstyr
Listen over Team Tinkoff beklædningssponsorer
- Beklædning: Sportful
- Biler: Citroën C5 Tourer
- Cykler: Specialized
- Ernæring: Panacea Science in Sports
- Gear: Shimano Dura Ace
- Hjelme: Specialized
- Hjul: Zipp
- Pedaler: Speedplay